# Leonid Žabotyns'kyj
Leonid Ivanovyč Žabotyns'kyj (in ucraino Леонiд Iванович Жаботинський?, in russo Леонид Иванович Жаботинский?, Leonid Ivanovič Žabotniskij; Uspenka (Sumy), 28 gennaio 1938 – Zaporižžja, 14 gennaio 2016) è stato un sollevatore sovietico che ha stabilito 19 record mondiali nella categoria dei pesi massimi e ha vinto due medaglie d'oro ai Giochi olimpici del 1964 e del 1968.

## Biografia
Žabotyns'kyj nacque nel villaggio di Uspenka, Oblast' di Sumy, nella ex Repubblica Socialista Sovietica Ucraina, da una famiglia di cosacchi. Sebbene Ivan Filipovyč, suo padre, fosse un atleta, Žabotyns'kyj dichiarò in un'intervista del 1967 che aveva seguito uno dei suoi nonni, e nessuno dei suoi genitori aveva un fisico eccezionale.
Žabotyns'kyj trascorse i suoi anni d'infanzia a Zaporižžja. Dopo essersi diplomato alla scuola secondaria nei sette anni previsti, lavorò presso la fabbrica di trattori di Kharkiv e fu allenato da Michail Svetličnyj presso il club locale di sollevamento pesi della società sportiva delle Forze Armate.

### Carriera sportiva
Žabotyns'kyj ha debuttato nel campionato sovietico ucraino nel 1957, in cui ha vinto una medaglia di bronzo. Nello stesso anno, Žabotyns'kyj entrò nell'Istituto pedagogico di Kharkiv e vi studiò fino al 1964. Žabotyns'kyj era il portabandiera per l'Unione Sovietica durante le cerimonie di apertura dei Giochi olimpici estivi del 1968 a Città del Messico, portando con sé la bandiera sovietica ad una mano mentre la sua squadra sfilava, quando tutti gli altri portabandiera usavano due mani.
Tra il 1963 e il 1974 Žabotyns'kyj stabilì 19 record mondiali nella categoria dei pesi massimi e vinse la medaglia d'oro alle Olimpiadi di Tokyo 1964 e di Città del Messico 1968 nella stessa categoria. Era stato un membro del Partito Comunista dell'Unione Sovietica tra il 1965 e il 1991.

### Vita privata
Nel 1964 Žabotyns'kyj si laureò all'Istituto pedagogico di Charkiv e nel 1970 conseguì un dottorato in pedagogia. Dopo aver terminato la sua carriera sportiva, allenò i sollevatori di pesi dell'esercito sovietico e si ritirò nel 1991 con il grado di colonnello. Tra il 1987 ed il 1991 lavorò in Madagascar come consulente militare e allenatore di sollevamento pesi. In seguito divenne un pro-rettore dell'Istituto di Affari e Diritto di Mosca, una delle prime strutture private di istruzione superiore in Russia.
Žabotyns'kyj era sposato con Raisa e ha avuto due figli, Ruslan e Vilen, che hanno entrambi gareggiato nel sollevamento pesi.
Morì all'età di 77 anni il 14 gennaio 2016 a Zaporižžja, in Ucraina.
Žabotyns'kyj era l'idolo da adolescente di Arnold Schwarzenegger.